# Carenage
Carenage ist eine Stadt in Trinidad und Tobago.

## Lage

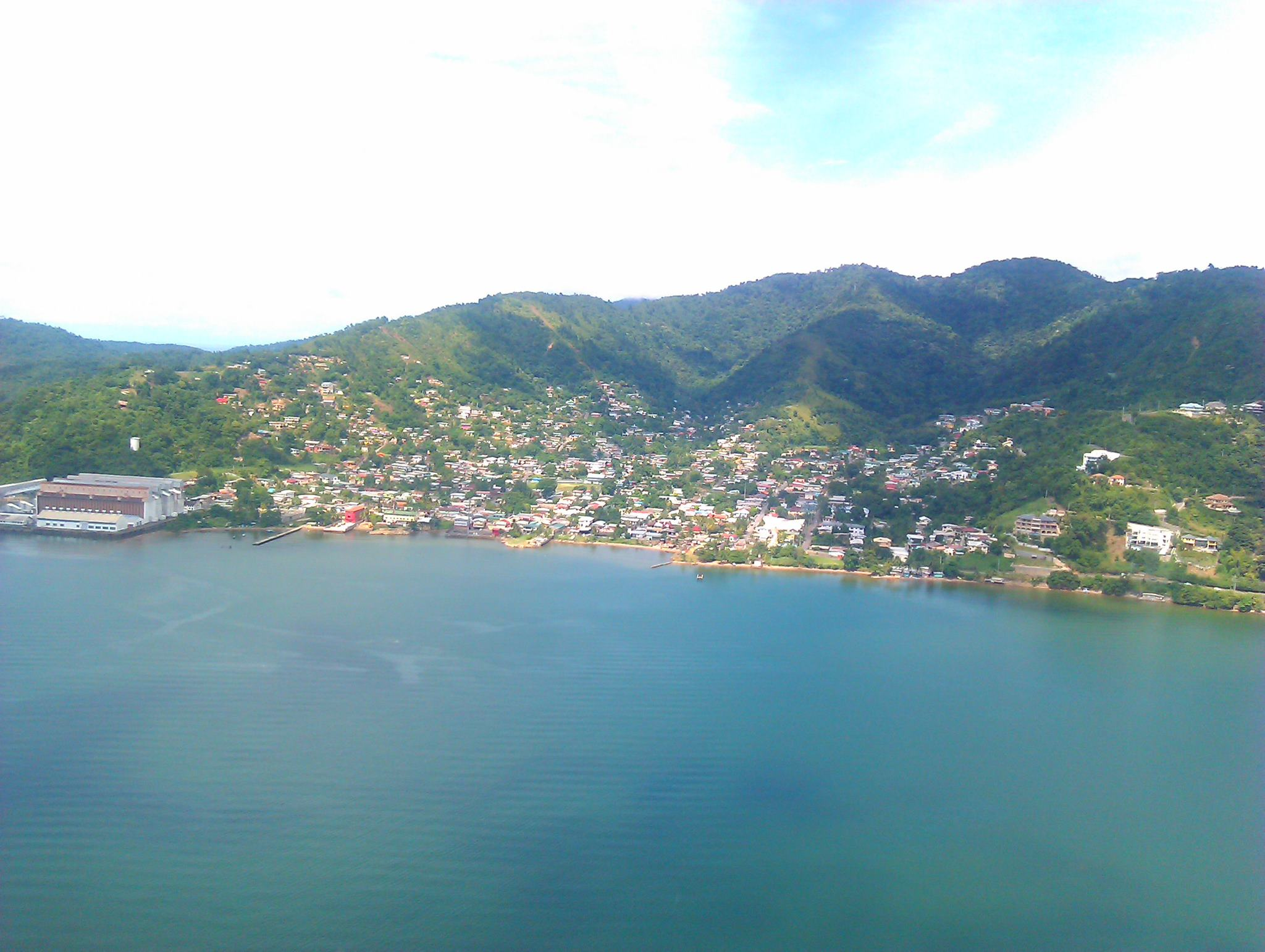
Carenage

Carenage liegt im Nordwesten der Insel Trinidad im Borough Diego Martin. Der Ort ist unmittelbar am Golf von Paria gelegen. Im Westen grenzt er an Chaguaramas, im Osten an Glencoe, und im Norden wird das Siedlungsgebiet durch die Berge der Northern Range begrenzt. Carenage liegt in einem schmalen Tal dieses Mittelgebirges, das sich zum Golf von Paria hin öffnet. Die Entfernung zur östlich gelegenen Hauptstadt Port of Spain beträgt etwa fünf Kilometer.

## Geschichte
Der Name des Ortes geht auf den französischen Ausdruck für Kielholen, „carénage“, zurück. Auf Betreiben der spanischen Kolonialregierung wurden auf Trinidad ab 1783 in großer Zahl französischstämmige Pflanzer angesiedelt, was unter anderem dazu führte, dass Französisch in der Kolonie eine Umgangssprache wurde und zahlreiche Siedlungen französische Namen erhielten. In der westlich des Ortes gelegenen, heutigen Williams Bay wurden Schiffe aus Port of Spain zur Wartung auf Kiel gelegt. Die Bucht erhielt zunächst den französischen Namen Le Carénage. Im Tal, das heute das Ortsgebiet von Carenage ausmacht, befanden sich Plantagen, auf denen Zuckerrohr, Kaffee und Baumwolle angebaut wurden. Fast alle Plantagenbesitzer waren französischstämmig, viele davon kamen ursprünglich von Martinique. Aus der für die Plantagen benötigten Infrastruktur erwuchs rasch ein Dorf, das zunächst nach der damaligen Hauptstadt von Martinique den Namen St. Pierre trug.
Nach der Eroberung der Insel durch die Briten 1797 führten diese eine Inventur durch und notierten für St. Pierre 802 Einwohner (64 Weiße, 131 freie Farbige und 607 Sklaven), 19 Plantagen, zehn Zuckermühlen und fünf Rumdestillerien. Unter den Briten bürgerten sich für viele zuvor spanisch oder französisch benannte Orte englische Namen ein, so St. Joseph für San Jose de Oruna oder Port of Spain für Puerto España. Der englische Name für St. Pierre, St. Peter, wurde nur noch für die um 1826 errichtete katholische Kirche und die Pfarrei gebraucht. Für den umliegenden Ort bürgerte sich nach und nach der Name der angrenzenden Bucht, Carenage, ein. Spätestens im Rahmen einer Verwaltungsreform 1849, die dem Gebiet den Status eines Ward zusprach, war Carenage der offizielle Name der Stadt. Wegen der ursprünglich französischen Prägung hielt sich das Antillen-Kreolisch lange als Umgangssprache im Ort.
Seinen Status als aufblühende Stadt verdankte Carenage dem fruchtbaren Boden im Tal sowie seiner strategisch günstigen Position als Nadelöhr zwischen Port of Spain und dem ebenfalls agrarisch bedeutenden Chaguaramas. Der Niedergang der Stadt begann mit dem Verbot der Sklaverei 1838, das die Bedeutung des Agrarsektors für die trinidadische Wirtschaft nach und nach verringerte. Die Folgen des Mangels an Arbeitskräften konnten durch angeworbene Indentur-Arbeiter aus Indien zunächst abgemildert werden, und noch in den 1850er-Jahren wurde Carenage Zeuge von Ereignissen, die seiner Bedeutung illustrierten: 1851 verlief die erste trinidadische Postverbindung zwischen Port of Spain und Carenage, und in den 1850er- oder 1860er-Jahren wurde eine der ersten staatlichen Grundschulen Trinidads in Carenage gegründet. Danach versank der Ort bis zum Zweiten Weltkrieg in der Bedeutungslosigkeit.
Im Rahmen des Zweiten Weltkriegs trat 1940 das Zerstörer-für-Stützpunkte-Abkommen zwischen den USA und Großbritannien in Kraft. Als Teil dieses Abkommens erhielten die USA Land auf Trinidad, auf dem sie zwei Basen errichteten: Eine Luftwaffenbasis in Wallerfield im nordöstlichen Zentraltrinidad sowie das an Carenage angrenzende Gebiet Chaguaramas, wo ein Marinestützpunkt entstand. Carenage wurde Versorgungsstandort für den Militärstützpunkt sowie neue Heimat für zwangsumgesiedelte Trinidadier aus zwei Dörfern, die dem Marinestützpunkt weichen mussten, und schwoll schlagartig auf über 2000 Einwohner an. Die an Carenage angrenzende Bucht war Ankergrund für Schiffe der in Chaguaramas stationierten United States Navy wie die Omaha. Zahlreiche Gastronomie- und Amüsierbetriebe entstanden, und insbesondere weibliche Trinidadier suchten die Nähe der im Vergleich zu den Einheimischen sehr finanzkräftigen US-Amerikanern. In seinem Calypso Rum and Coca-Cola thematisierte Lord Invader den aus der US-Militärpräsenz resultierenden Kulturbruch, der in Carenage am stärksten zum Ausdruck kam. Dank der US-Präsenz wurde die Infrastruktur in Carenage deutlich verbessert, so wurde die Stadt an das Elektrizitäts- und Wassernetz der Hauptstadt angeschlossen.
Nach dem Ende des Zweiten Weltkriegs verlor Carenage erneut dramatisch an Bedeutung. Da es bedingt durch die nördlich verlaufende Northern Range aber auch weiterhin ein verkehrstechnisches Nadelöhr auf dem Weg nach Chaguaramas darstellt, das heute ein beliebtes Entertainment- und Ausflugsziel für die Bewohner Port of Spains ist, hat Carenage durch Gastronomie- und Einzelhandelsbetriebe eine gewisse Wirtschaftskraft erhalten können und hatte im 20. Jahrhundert im Rahmen der allgemeinen Bevölkerungswachstums Trinidads eine ansteigende Bevölkerungszahl zu vermelden.

## Ortsgliederung

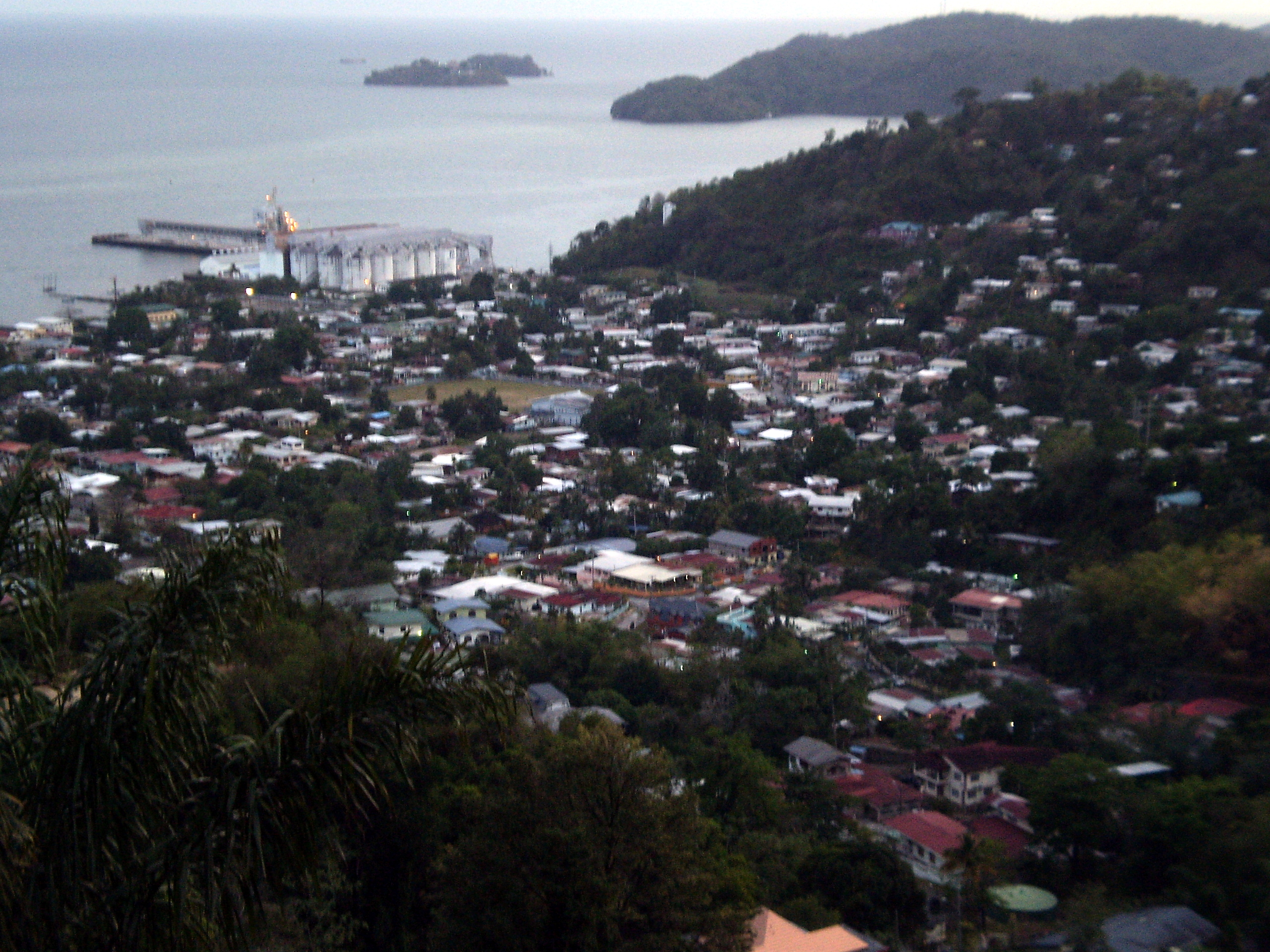
Carenage

Die kleinste Verwaltungseinheit Trinidads ist die community, vergleichbar einer deutschen Ortschaft. Carenage gliedert sich in die Communitys Big Yard, Carenage, L’Anse Mitan Road und Point Cumana.
| Community         | Einwohner |
| ----------------- | --------- |
| Big Yard          | 929       |
| Carenage          | 5625      |
| L’Anse Mitan Road | 1812      |
| Point Cumana      | 1822      |
| Summe             | 10.188    |

Auf Landesebene gehört die Stadt zum Wahlbezirk Diego Martin West, Abgeordneter des Wahlbezirks im Repräsentantenhaus ist seit den Wahlen 2015 Keith Rowley (PNM), der auch Premierminister des Landes ist. Auf kommunaler Ebene gehört Carenage zum Wahlbezirk Chaguaramas/Point Cumana, auch hier gewann bei den Kommunalwahlen 2016 die PNM.

## Wirtschaft und Verkehr

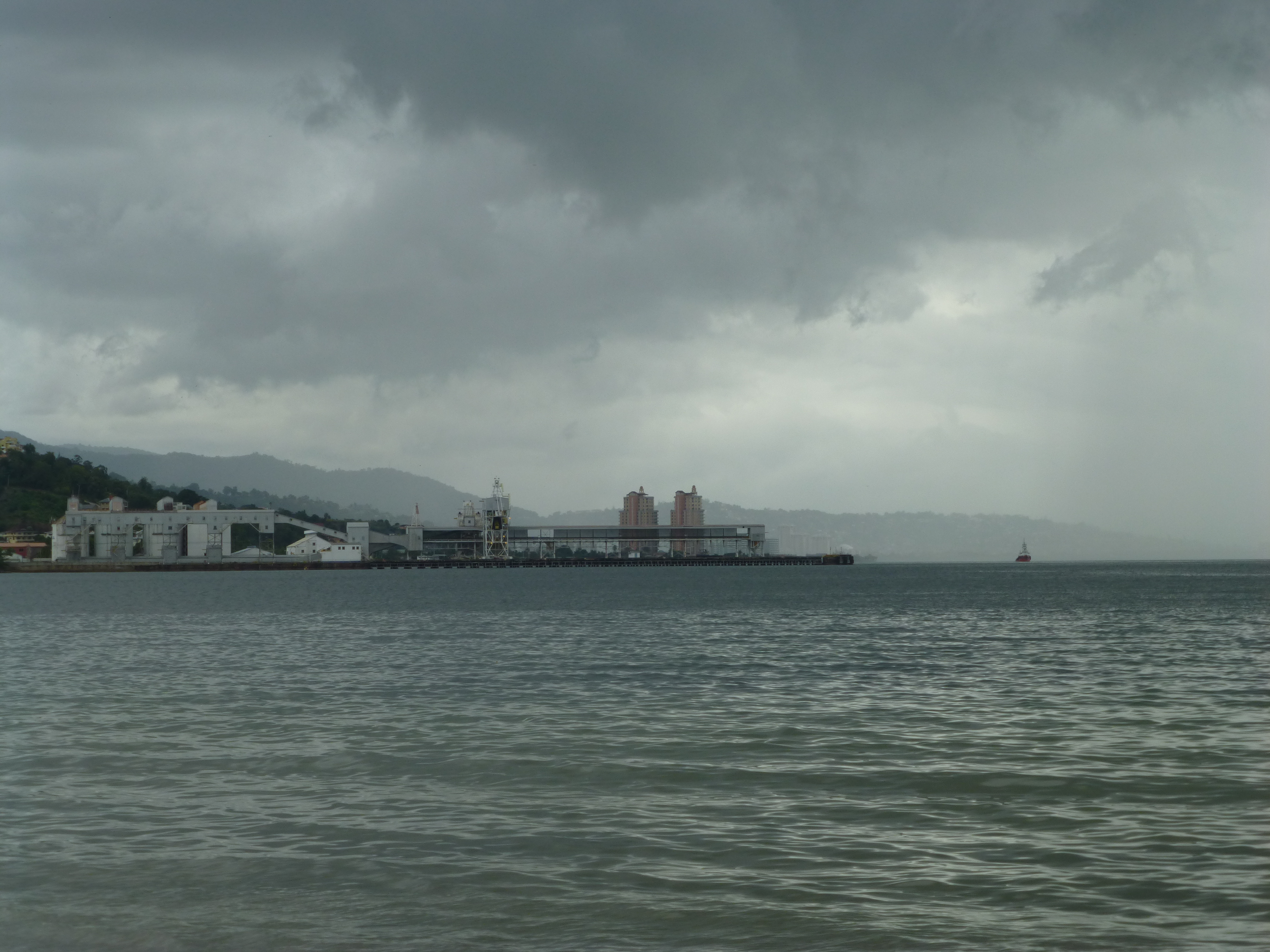
Alcoa-Bauxit-Umschlagwerk

Carenage ist primär eine Wohnstadt mit einer entsprechenden Verteilung von Handels- und Dienstleistungsunternehmen. Entlang der Western Maind Road an der Küste haben sich in großer Zahl Handels- und Kleingewerbeunternehmen angesiedelt. Am südwestlichen Stadtrand betrieb der US-amerikanische Aluminiumhersteller Alcoa einen Umschlagplatz für Bauxit aus Surinam, von dem aus bis 2009 jährlich über 500.000 Tonnen Bauxit nach Nordamerika und Europa verschickt wurden. Nachdem die Minen in Surinam erschöpft waren, lag die Anlage brach, wurde aber instand gehalten. 2023 wurde sie demontiert.
Über die Western Main Road, die entlang der Küste verläuft, ist Carenage an das fünf Kilometer entfernte Port of Spain angebunden. Weitere Verkehrsanbindungen gibt es nicht; der Fährbetrieb aus der unmittelbar westlich angrenzenden Williams Bay in Chaguaramas nach Güiria in Venezuela wurde 2014 wegen der unübersichtlichen Lage in Venezuela von Seiten Trinidads eingestellt, im November 2022 aber wiederaufgenommen. Der Piarco International Airport liegt etwa 35 Kilometer südöstlich von Carenage.

## Einrichtungen
Mit den Carenage Recreation Grounds verfügt der Ort über lediglich eine kommunale Grünfläche. In der unmittelbaren Umgebung gibt es allerdings mit der freizeitparkähnlichen Williams Bay in Chaguaramas weitere Naherholungsmöglichkeiten, außerdem ist Carenage von bewaldeten Hängen umgeben und verfügt über einen kleinen, unbewirtschafteten Strand. An Bildungseinrichtungen gibt es zwei nach Geschlechtern getrennte Grundschulen.
Carenage ist christlich geprägt. In der Ortsmitte, mit Blick auf die St. Peter’s Bay, steht die katholische Kirche Notre Dame de la Mer (Unsere Liebe Frau vom Meer). Da vor der Kirche ein großes Standbild des Heiligen Petrus, des Schutzpatrons der Fischer, steht, wird sie auch Our Lady of the Sea & St Peter genannt, oft zu Saint Peter’s Catholic Church abgekürzt. Die jetzige Kirche ersetzte den oben erwähnten Vorgängerbau, der auf Initiative des damaligen Pfarrers, Abbé Poujade, von den Fischern gebaut worden war, und wurde 1876 geweiht, 1971 von einem Erdbeben beschädigt und wiederhergestellt und 2016 restauriert. Bis heute bringen Fischer aus ganz Trinidad ihre neuen Boote nach Carenage, ankern vis-à-vis der Petrus-Statue und lassen die Boote dort segnen. Weitere Gotteshäuser sind ein Königreichssaal der Zeugen Jehovas, eine Kirche der Siebenten-Tags-Adventisten und ein Versammlungssaal der Pfingstbewegung. Hindutempel oder Moscheen gibt es in Carenage nicht.

## Persönlichkeiten
- Angus Eve (* 1972, Fußballspieler)
- Machel Montano (* 1974, Soca-Musiker)
- Maximus Dan (* 1979, Soca-Musiker)
- Joevin Jones (* 1991, Fußballspieler)
- Michelle-Lee Ahye (* 1992, Leichtathletin)